# ノーム空港
ノーム空港（英:Nome Airport）とは、アメリカ合衆国アラスカ州ノームにある空港。
アメリカ連邦航空局による2018年の調査によると、この年の空港利用者は64,122人であった。

## 概要
アメリカ連邦航空局による統計によると、2010年1月までの12カ月間、当空港の離着陸数は28,000回で、一日平均は71回であった。内訳は54％エアタクシー、36％ゼネラル・アビエーション、定期便そして軍用機が共に5％であった。
2010年時点では、ノーム空港には71機の航空機が所在し、内訳は72％単発機、17％双発機、7％ヘリコプター、そして4％が軍用機であった。

## 歴史
第二次世界大戦下、民間空港であるノーム空港にマークス空軍飛行場が建設され軍民共用とされた。これは、ノーム空港がベーリング海を隔てソビエト連邦に近い事から、1942年のレンドリース法による対ソ援助物資の中継基地とするほか、アラスカ州西岸の空域防衛の為の措置であった。
1948年、マークス空軍飛行場がマークス空軍基地へ改称され、冷戦により対峙することとなったソ連軍に対する戦闘機インターセプト基地として活躍した。
1950年、マークス空軍基地は閉鎖され、残された小隊は1956年までノーム空港に駐留した。

## 就航都市

### 国内線
| 航空会社                         | 就航地 |
| -------------------------------- | --- |
| アラスカ航空                     | アンカレジ、コツエビュー |
| ベーリング航空                   | ブレビグミッション、カウンセル、エルム、ギャンベル、コツエビュー、キョーク、サヴーナ、シャトリック、シマリッフ、セント・ミッシェル、テラー、ウナラクリート、ウェールズ、ホワイトマウンテン |
| パスファインダー・アビエーション | ダイオミード |
| ライアンエアー                   | ブレビグミッション、エルム、ギャンベル、サヴーナ、テラー、ウナラクリート、ウェールズ |

## アクセス
ノーム空港は、市街地の4㎞西に位置する。